# ساگارتی

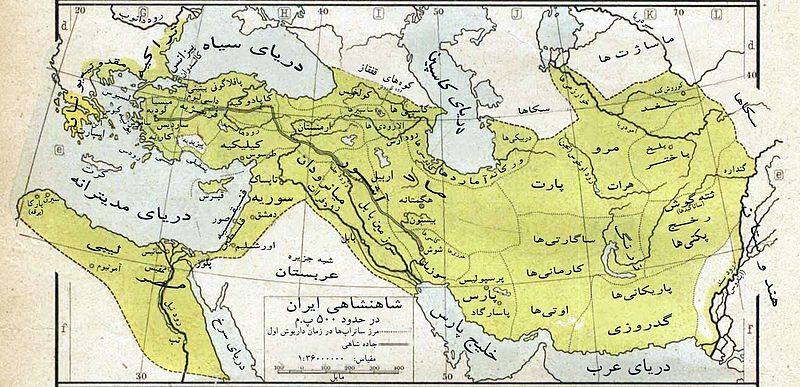
ساگارتی‌ها در شاهنشاهی هخامنشی

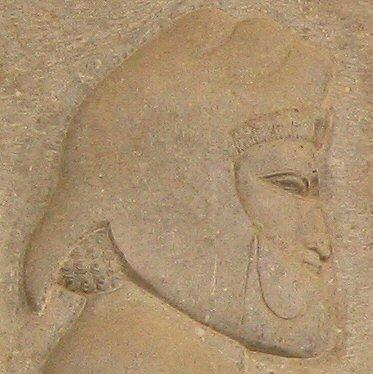
یک ساگاراتی در آپادانا

ساگارتی‌ها از اقوام پارسی صحرا گرد (به پارسی باستان: Asagartiya) تیره‌ای از مردمان ایرانی باستان بودند که در فلات ایران زندگی میکردند.
محل دقیق آن‌ها ناشناخته است ولی احتمالاً در همسایگی پارت‌ها در شمال خاوری ایران سکونت داشتند. هرودوت (۱٫۱۲۵، ۷٫۸۵) آن‌ها را مرتبط با پارس‌ها ذکر کرده است.
این احتمال وجود دارد که ساگارتی‌ها در برهه‌ای از زمان با مادها از نظر سیاسی هم‌پیمان شده باشند.

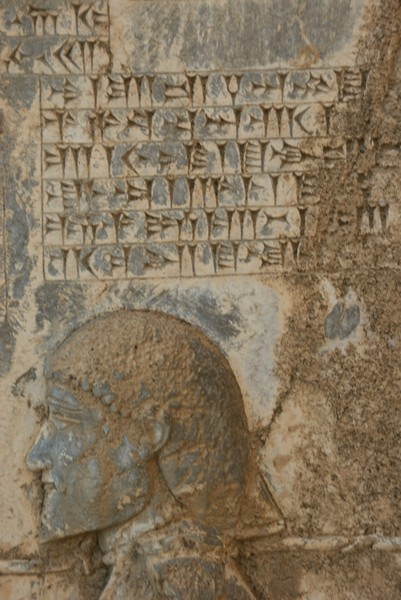
«مردی چی‌ثرتخم نامِ سگارتی نسبت به من نافرمان شد. چنین به مردم گفت: من شاه در سگارتبه از تخمه هووخشتر هستم.» - داریوش بزرگ

## گزارش هرودوت
هرودوت از قبیله ساگارتی‌ها (sagarties) در کنار دروپیک‌ها (dropiques)، دائی‌ها (daens)، مارد (mardes)، به عنوان پارس‌های کوچنشین و صحراگرد یاد کرده است.

## گزارش بطلمیوس
بطلمیوس ساگارتی‌ها را ساکن سرزمین ماد می‌داند و استفانوس سکونت‌گاه آن‌ها را شبه جزیره‌ای در دریای خزر به نام ساگارتیا یاد می‌کند. ساگارتی‌ها رمه داران کوچ‌نشین بودند و جنگ‌افزار اصلی آن‌ها کمند بود.
احتمالاً ساگارتیها در گستره شمال کرمان تا شمال غرب اصفهان کنونی می‌زیسته‌اند از این رو بخشی از آنها در دوران گسترش قلمرو ایالت ماد توسط هوخشثره سرزمینشان تصرف شده اما داریوش بزرگ در زمان تقسیم‌بندی ایالات کشور آنهارا از سلطه ماد خارج کرده و با یکی کردن آن بخش مادی و قسمت پارسی یک ایالت نو برای آنها ساخته است به رهبری یکی از خاندانهای هخامنشی
اما کوچ رو بودن آنها ممکن طوایفی در مناطق دیگر نیز بوده
به نوشته هرودوت (۳٫۹۳) ساگارتی‌ها به ساتراپ چهاردهم شاهنشاهی هخامنشی تعلق داشتند. یک هیئت هدیه‌آورنده ساگارتی بر روی نگاره‌های آپادانا دیده می‌شود. هرودوت نیز در نوشته‌هایش از همین قبیله پارسی صحراگرد با نام «ساگارتی» یاد کرده و می‌نویسد:
... قبیله‌های دیگر که صحراگردند از این قرارند: داین‌ها، ماردها، دروپیک‌ها و ساگارتی‌ها